# Persone di nome Flavio/Politici
| Questa pagina contiene informazioni ricavate automaticamente dalle voci biografiche con l'ausilio del template Bio e di un bot. L'aggiornamento è periodico e automatico e ricostruisce completamente la pagina. Se manca una persona in questa lista, sei pregato di non aggiungerla, ma accertati piuttosto che la sua voce biografica contenga il template Bio e che i dati anagrafici siano correttamente compilati. Se il template Bio manca, inseriscilo tu stesso o, in alternativa, metti l'avviso {{tmp\|Bio}} che ne segnala la mancanza. Se i dati riportati sono sbagliati, correggi direttamente la voce biografica; le modifiche saranno visibili in questa lista entro pochi giorni. Per chiarimenti vedi il progetto antroponimi. La lista contiene solo le 161 persone che sono citate nell'enciclopedia e per le quali è stato implementato correttamente il template Bio. Pagina aggiornata al 6 mag 2025. |

Questa è una lista di persone presenti nell'enciclopedia che hanno il nome Flavio e sono politici.

## A(24)
- Ablabio, politico romano (Costantinopoli, † 338)
- Agapito, politico romano
- Agricola, politico romano
- Flavio Albizzati, politico, sindacalista e partigiano italiano (Milano, n. 1886 - Arese, † 1970)
- Flavio Amanzio, politico romano
- Anicio Probino, politico e nobile romano (Roma)
- Antemio, politico romano
- Flavio Antiochiano, politico romano
- Strategio Apione, politico bizantino
- Apollonio, politico romano
- Arbizione, politico e generale romano
- Areobindo Dagalaifo Areobindo, politico e generale bizantino
- Flavio Asclepiodoto, politico romano
- Turcio Rufio Aproniano Asterio, politico e letterato romano
- Astirio, politico e generale romano
- Flavio Avieno, politico bizantino
- Anicio Auchenio Basso, politico romano
- Albino, politico romano
- Anicio Probo Fausto, politico romano
- Antonio Marcellino, politico e militare romano
- Antemio Isidoro, politico romano
- Avito Mariniano, politico romano
- Flavio Anicio Olibrio, politico bizantino
- Flavio Anicio Petronio Probo, politico romano

## B(4)
- Cecina Decio Basilio, politico romano
- Cecina Decio Massimo Basilio, politico italiano
- Flavio Luigi Bertone, politico e partigiano italiano (Sarzana, n. 1922 - La Spezia, † 1999)
- Flavio Boezio, politico romano

## C(13)
- Cecina Decio Aginazio Albino, politico romano
- Flavio Caselli, politico italiano (Manta, n. 1953 - Verzuolo, † 2015)
- Cassiodoro, politico, letterato e storico romano (Scolacium - Scolacium)
- Flavio Cesario, politico romano
- Rufio Petronio Nicomaco Cetego, politico romano
- Ciro di Panopoli, politico, filosofo e poeta bizantino (Panopoli)
- Tauro Clementino Armonio Clementino, politico bizantino
- Flavio Colonna, politico italiano (Bologna, n. 1934 - † 1982)
- Costantino, politico bizantino (Laodicea al Lico)
- Costanzo III, politico e generale romano (Naisso - Ravenna, † 421)
- Costanzo Gallo, politico romano (Massa Veternensis - Pola, † 354)
- Flavio Cotti, politico, avvocato e notaio svizzero (Muralto, n. 1939 - Locarno, † 2020)
- Claudio Antonio, politico romano

## D(9)
- Dagalaifo, politico bizantino
- Flavio Decio, politico bizantino
- Flavio Delbono, politico e economista italiano (Sabbioneta, n. 1959)
- Dexicrate, politico bizantino
- Flavio Di Muro, politico italiano (Torino, n. 1986)
- Flavio Dionisio, politico bizantino (Tracia)
- Flavio Dioscoro, politico romano
- Flavio Domizio Leonzio, politico romano (Berytus)
- Decio Paolino, politico romano

## E(11)
- Equizio, politico e militare romano
- Ermenerico, politico bizantino
- Flavio Eudossio, politico bizantino
- Flavio Eusebio, politico e generale romano
- Flavio Eusebio, politico romano
- Eusebio, politico bizantino
- Eustazio, politico bizantino
- Flavio Eutichiano, politico romano
- Flavio Eutolmio Taziano, politico romano (Sidyma)
- Flavio Ezio, politico e militare bizantino
- Eutropio, politico, storico e insegnante romano

## F(26)
- Flavio Afranio Siagrio, politico romano
- Flavio Dalmazio, politico romano († 337)
- Flavio Dalmazio, politico romano (Tolosa - † 337)
- Flavio Eusignio, politico romano
- Costanzo Felice, politico e generale romano (Ravenna, † 430)
- Flavio Feliciano, politico romano
- Rufio Postumio Festo, politico romano
- Filippo, politico romano
- Filippo, politico romano
- Teodoro Filosseno Soterico Filosseno, politico romano
- Felice, politico romano
- Filippo, politico romano
- Flavio Anicio Ermogeniano Olibrio, politico e nobile romano
- Flavio Sigisvulto, politico e generale goto
- Flavio Lucio, politico romano
- Flavio Apione, politico bizantino
- Flavio Celere, politico e generale bizantino
- Florenzio, politico romano
- Florenzio, politico romano
- Flavio Ierio, politico bizantino
- Florenzio Romano Protogene, politico bizantino
- Flavio Romolo, politico romano
- Flavio Siagrio, politico romano
- Flavio Simmaco, politico romano
- Flavio Studio, politico bizantino
- Flavio Varane, politico bizantino

## G(5)
- Flavio Gallicano, politico romano
- Flavio Gastaldi, politico italiano (Savigliano, n. 1991)
- Gennarino, politico romano
- Giordane, politico bizantino
- Flavio Giulio Sallustio, politico e militare romano

## I(3)
- Flavio Importuno, politico romano
- Ipazio, politico e militare bizantino († 532)
- Ipazio, politico e prefetto romano (Tessalonica)

## L(3)
- Flavio Lampadio, politico bizantino
- Longino, politico e militare romano († 500)
- Lupicino, politico romano

## M(9)
- Manlio Boezio, politico e senatore romano
- Magno Felice, politico romano (Narbona)
- Magno, politico bizantino
- Marciano, politico romano
- Flavio Maspoli, politico e giornalista svizzero (Sorengo, n. 1950 - Lugano, † 2007)
- Flavio Mengoni, politico e avvocato italiano (Rabbi, n. 1929 - Trento, † 2013)
- Ennodio Messala, politico romano
- Monaceio, politico bizantino
- Moschiano, politico bizantino

## N(3)
- Neoterio, politico romano
- Flavio Nigriniano, politico romano
- Flavio Nomo, politico romano

## O(4)
- Olbio Aussenzio Drauco, politico romano
- Olibrio, politico bizantino
- Optato, politico e filosofo romano († 337)
- Flavio Orlandi, politico italiano (Canino, n. 1921 - Viterbo, † 2009)

## P(14)
- Pisidio Romolo, politico romano
- Giunio Quarto Palladio, politico romano
- Paolino, politico romano
- Paolo, politico bizantino
- Paolo, politico romano
- Paterio, politico romano
- Patricio, politico e generale bizantino
- Flavio Pertoldi, politico italiano (Udine, n. 1951)
- Flavio Pietro, politico romano
- Plinta, politico e generale bizantino
- Flavio Presidio, politico romano
- Probo, politico romano
- Probo, politico romano
- Illo Puseo, politico e filosofo romano

## R(8)
- Simplicio Regino, politico bizantino
- Ricimero, politico e generale goto (n. 405 - Roma, † 472)
- Flavio Rodeghiero, politico italiano (Foza, n. 1960)
- Flavio Rufino, politico romano (Eauze - Costantinopoli, † 395)
- Rufo, politico bizantino
- Rusticio, politico e generale bizantino
- Rusticio Elpidio Domnulo, politico, poeta e scrittore romano (Lione)
- Rusticio, politico romano

## S(9)
- Sabiniano, politico bizantino
- Sabiniano, politico e generale bizantino
- Flavio Sallustio, politico romano
- Saturnino, politico e militare romano
- Flavio Peregrino Saturnino, politico e senatore romano
- Flavio Secondino, politico bizantino
- Flavio Sergio, politico romano
- Messio Febo Severo, politico e filosofo romano
- Flavio Sporacio, politico bizantino

## T(8)
- Flavio Tanzilli, politico italiano (Sora, n. 1961)
- Flavio Tattarini, politico italiano (Santa Fiora, n. 1943)
- Flavio Tauro, politico e militare romano
- Flavio Tauro, politico romano († 449)
- Teodoro, politico romano
- Flavio Tosi, politico italiano (Verona, n. 1969)
- Flavio Tredese, politico italiano (Rubano, n. 1954)
- Flavio Trinca, politico e dirigente d'azienda italiano (Montebelluna, n. 1939)

## V(6)
- Vittore, politico bizantino
- Viatore, politico romano
- Vincenzo, politico romano
- Vitaliano, politico e militare goto (Zaldapa - Costantinopoli, † 520)
- Viviano, politico bizantino
- Volusiano, politico romano († 511)

## Z(2)
- Flavio Zanonato, politico e giornalista italiano (Padova, n. 1950)
- Zenone, politico bizantino